# Крживинский, Евгений Осипович
Евгений Осипович Крживинский (1882 — ок. 1942) — теннисист, судья всесоюзной категории (1935). Председатель Ленинградской секции тенниса (1928); поляк по национальности.

## Биография
В анкете, находящейся в его личном деле в фонде Мурманской железной дороги (Национальный архив Республики Карелия) Крживинский указал, что родился в июле 1882 года в Житомире Волынской губернии; его отец — врач, личный дворянин.
Окончил в 1901 году с серебряной медалью 6-ю Санкт-Петербургскую гимназию; затем учился в электротехническом институте и Санкт-Петербургском университете, где окончил юридический факультет.
После Октябрьской революции, в 1919—1924 годах был инструктором во Всевобуче. С марта 1920 по май 1922 года был членом организационного олимпийского комитета Ленинградского военного округа. В 1922—1931 годах работал в Ленинградском совете физкультуры, где был председателем отдельных секций и клубов: в 1926 году — инструктор физкультурного отдела Дорпрофсожа Мурманской железной дороги; в 1928 году — председатель секции тенниса. Автор книги «Теннис: Техника, тактика и правила игры» (1925).
В 1931—1934 годах работал старшим техником на Мурманской железной дороге.
Умер во время блокады Ленинграда.